# توماس بينيت (لاعب كرة قدم)
توماس بينيت (بالإنجليزية: Thomas Bennett)‏ هو لاعب كرة قدم بريطاني (وحمل سابقاً جنسية المملكة المتحدة لبريطانيا العظمى وأيرلندا) في مركز الهجوم، ولد في 1 أبريل 1891 في ليفربول في المملكة المتحدة، وتوفي في 1923. لعب مع نادي روتشديل ونادي ليفربول ونادي هاليفاكس تاون.

## وصلات خارجية
- توماس بينيت على موقع عالم كرة القدم.نت (الإنجليزية)